# سکالمیژتسه (استان لهستان بزرگ‌تر)
سکالمیژتسه (به لهستانی:  Skalmierzyce) یک روستا در لهستان است که در گمینا نووه سکالمیژتسه واقع شده‌است.